# Jane Ira Bloom
Jane Ira Bloom (* 12. Januar 1955 in Boston, Massachusetts) ist eine US-amerikanische Jazz-Sopransaxophonistin und Komponistin.

## Leben und Wirken
Bloom studierte zunächst von 1968 bis 1977 in Boston am Berklee College of Music bei Joseph Viola und parallel ab 1972 in Yale, wo sie den Master of Arts erwarb. Danach ging Bloom nach New York City und arbeitete dort zunächst mit George Coleman, danach u. a. mit Mark Dresser, Bobby Previte, Kenny Wheeler, Charlie Haden, Bob Brookmeyer, Julian Priester, Jay Clayton und Fred Hersch. 
Sie verwendete Live-Elektronik und Effektgeräte, um den Sound ihres Saxophons zu erweitern. Ab 1979 erschienen erste Aufnahmen auf ihrem eigenen Label Outline sowie bei Columbia Records in den 1980er Jahren. Insbesondere mit ihrem langjährigen Partner Fred Hersch nahm sie seit 1982 eine Reihe von Alben auf, von denen besonders die herausragen, die für das Label Arabesque entstanden, wie The Nearness (1991) und The Red Quartets.
Jane Ira Bloom spielt vorrangig Sopransaxophon, nur gelegentlich auch Altsaxophon. 1989 war sie die erste Musikerin, die einen Kompositionsauftrag der NASA erhielt; sie schrieb das Stück „Most Distant Galaxy“, das auf ihrem Album Art & Aviation (1992) enthalten ist. 1994 feierten ihre Kompositionen „Einstein’s Red/Blue Universe“ Premiere in der New Yorker Carnegie Hall. Außerdem schrieb sie Musik für die Pilobouls Dance Company. Der Asteroid (6083) Janeirabloom wurde nach ihr benannt.
Bloom ist auch beteiligt an einem Weltmusik-Projekt namens Atlantic/Pacific Waves, zusammen mit dem Chinesen Min Xiao-Fen (Pipa), der Koreanerin Jin Hi Kim (Komungo) und dem Jazzbassisten Mark Dresser. Sie hat zudem Kompositionen für Fernsehfilme sowie Tanzkompanien geschrieben.
Ihr Sixteen Sunsets Album aus Ende 2013 traf auf sehr positive Kritiken. Bei den Grammy Awards 2014 gehörte es zudem zu den Nominierten in der Rubrik Best Surround Sound Album.
Bloom ist verheiratet mit dem Schauspieler und Regisseur Joe Grifasi. Sie leben in New York City. Die Komponistin ist seit 1989 in Vollzeit Professor of Jazz and Contemporary Music an der New Yorker Universität The New School.

## Diskographische Hinweise
- Mighty Lights (Enja, 1982) mit Charlie Haden, Fred Hersch, Ed Blackwell
- As One (JMT (Jazz Music Today) / Winter & Winter, 1984) mit Fred Hersch
- Art and Aviation (Arabesque, 1992) mit Kenny Wheeler, Rufus Reid, Michael Formanek, Jerry Granelli
- The Nearness (Arabesque, 1995) mit Kenny Wheeler, Julian Priester, Hersch, Reid, Bobby Previte
- The Red Quartets (Arabesque, 1997–99) mit Hersch, Mark Dresser, Bobby Previte
- Sometimes the Magic (Arabesque, 2000) mit Mark Dresser, Bobby Previte
- Chasing Paint (Arabesque, 2004) mit Mark Dresser, Bobby Previte, Fred Hersch
- Like Silver, Like Song (Arabesque, 2004) mit Dresser, Previte, Jamie Saft
- Wingwalker (Outline, 2011) mit Dawn Clement, Mark Helias, Bobby Previte
- Sixteen Sunsets (Outline, 2013)[10][11] mit Cameron Brown (b), Matt Wilson (dr), Dominic Fallacaro (p)
- Early Americans (Outline, 2016)
- Wild Lines: Improvising Emily Dickinson (Outline, 2017)
- Jane Ira Bloom & Mark Helias: Some Kind of Tomorrow (2021)

## Auszeichnungen
- 2001: Jazz Journalists Award
- 2001: Down Beat Critics Poll